# BBC Light Programme
 (avril 2018).
Si vous disposez d'ouvrages ou d'articles de référence ou si vous connaissez des sites web de qualité traitant du thème abordé ici, merci de compléter l'article en donnant les références utiles à sa vérifiabilité et en les liant à la section « Notes et références ».

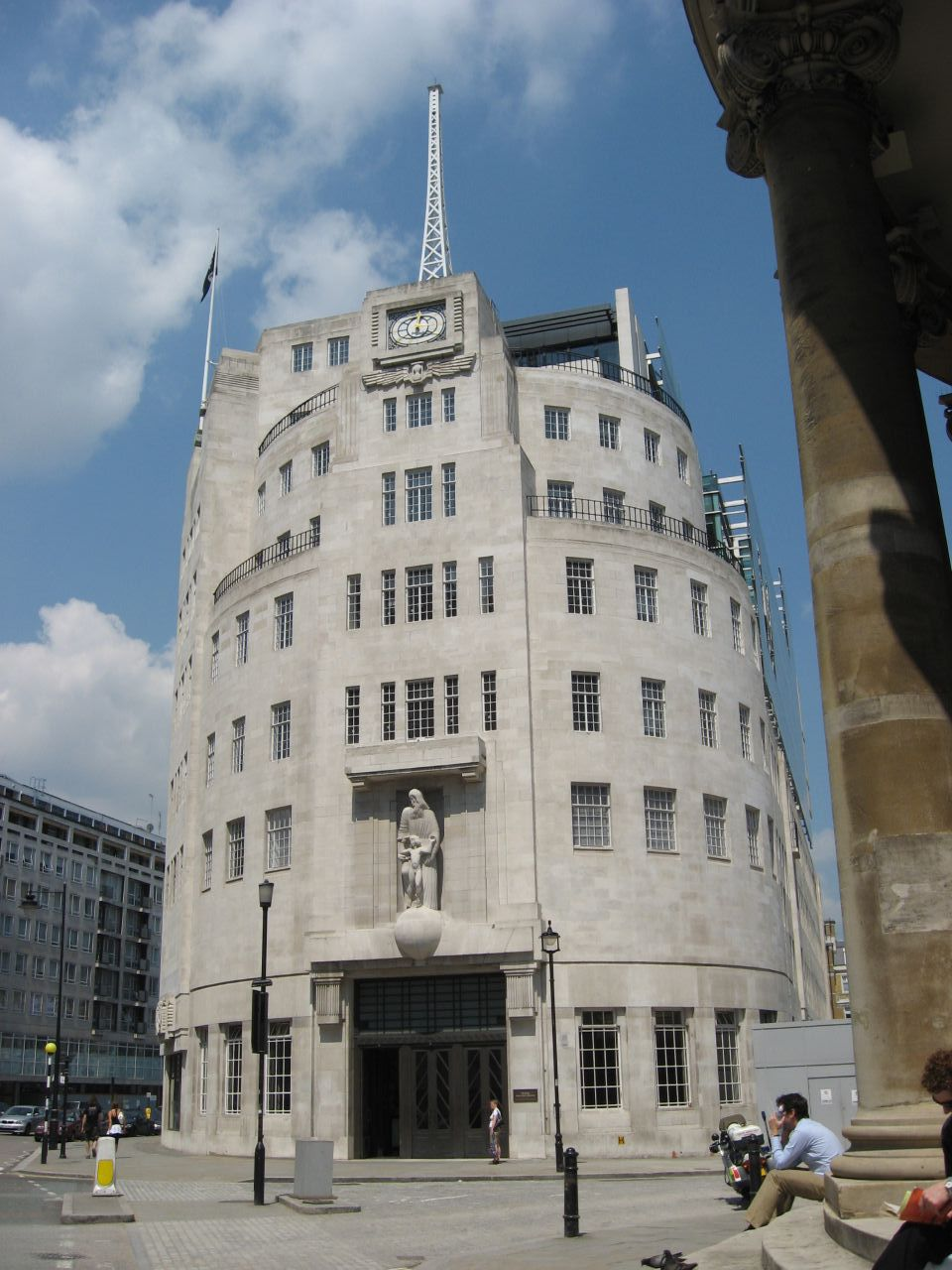
Le siège du Light Programme était située dans la Broadcasting House à Londres.

Le Light Programme était le nom de la BBC Radio 2 de 1945 à 1967. Elle proposait essentiellement des émissions de divertissement et de musique. Elle est arrivée sur les ondes le 29 juillet 1945 sur une fréquence déjà utilisée par la BBC avant la Seconde Guerre mondiale en septembre 1939.
Cette radio remplace la BBC Forces Programme, prenant dès lors pour audience ciblée les civils britanniques, au sortir de la guerre, avec des programmes voulus plus « légers ». la BBC Forces Programmes était déjà populaire auprès des civils en Grande-Bretagne mais aussi auprès des membres des forces armées.
La diffusion est effectuée sur la fréquence 200 kHz / 1500 mètres et transmise depuis Droitwich dans le Midlands (utilisée aujourd'hui pour Radio 4 bien que ajustée sur la fréquence 198 kHz / 1515 mètres en 1988).